# Minglanilla (Cebu)
Minglanilla is een gemeente in de Filipijnse provincie Cebu. Bij de census van 2015 telde de gemeente ruim 132 duizend inwoners.
Minglanilla vormt samen met negen andere steden en gemeenten de metropool Cebu.

## Geografie

### Bestuurlijke indeling
Minglanilla is onderverdeeld in de volgende 19 barangays:
| - Cadulawan - Calajo-an - Camp 7 - Camp 8 - Cuanos - Guindaruhan - Linao - Manduang - Pakigne - Poblacion Ward I | - Poblacion Ward II - Poblacion Ward III - Poblacion Ward IV - Tubod - Tulay - Tunghaan - Tungkop - Vito - Tungkil |

## Demografie
Minglanilla had bij de census van 2015 een inwoneraantal van 132.135 mensen. Dit waren 18.957 mensen (16,7%) meer dan bij de vorige census van 2010. Ten opzichte van de census van 2000 was het aantal inwoners gegroeid met 54.867 mensen (71,0%). De gemiddelde jaarlijkse groei in die periode kwam daarmee uit op 3,58%, hetgeen hoger was dan het landelijk jaarlijks gemiddelde over deze periode (1,72%).

De bevolkingsdichtheid van Minglanilla was ten tijde van de laatste census, met 132.135 inwoners op 65,6 km², 2014,3 mensen per km².